# Celsiana

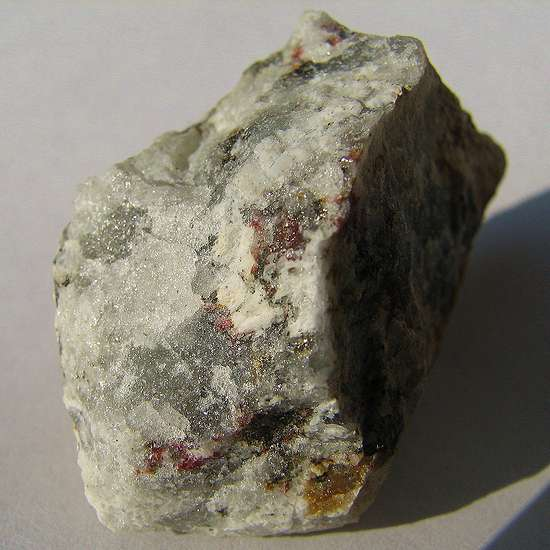
Mineral censiana.

Celsiana é um mineral pouco comum, da família dos feldspatos. Consiste de aluminossilicato de bário, BaAl2Si2O8. Ocorre em rochas metamórficas de contacto com alto teor de bário. Cristaliza no sistema monoclínico, de cor branca, amarela ou com aparência transparente. Na sua forma pura é transparente. O seu equivalente sintético é utilizado como cerâmica em obturações dentais e outras aplicações.
Assim denominado em honra de Anders Celsius.